# Angel in the Night
Singles de Basshunter
All I Ever Wanted
(2008) I Miss You
(2008)
Pistes de Now You're Gone: The Album
I Miss You In Her Eyes
Angel in the Night est le troisième single sorti dans le Royaume-Uni du musicien Basshunter, tiré de son album, Now You're Gone: The Album. Le single est sorti le 10 septembre 2008.

## Liste des pistes

### CD maxi single
1. "Angel in the Night" (Radio Edit)
2. "Angel in the Night" (Soulseekerz Radio Edit)
3. "Angel in the Night" (Extended Mix)
4. "Angel in the Night" (Soulseekerz Extended Mix)
5. "Angel in the Night" (Ali Payami Remix)
6. "Angel in the Night" (Headhunters Remix)

### 2-piste du CD single
1. "Angel in the Night" (Radio Edit)
2. "Angel in the Night" (Soulseekerz Edit)

## Video
La vidéo de Angel in the Night fait suite à la précédente vidéo de musique, All I Ever Wanted. Aylar Lie travaille maintenant dans un café et rompt avec son petit ami, Lucas, en envoyant un message expliquant qu'elle sait qu'elle a été trompée. Basshunter mangeais au café à ce moment-là. Il invite Aylar Lie à la course de rue à laquelle il participe. Le jour de la course, entre toutes les voitures qui vont prendre part à la course, Basshunter reconnaît Aylar dans la foule, et il semble que cette dernière a un autre admirateur, Basshunter gagne la course (avec une Mazda RX-8 modifiée). Plus tard, au soir Aylar et ses amis assistent à une fête avec Jonas au micro. Basshunter attire l'attention en chantant sur scène, puis Aylar Lie vient sur scène puis embrasse Basshunter.

## Classements
| Classement (2008-2009)        | Meilleure position |
| ----------------------------- | ------------------ |
| Irlande Classement single     | 10                 |
| Royaume-Uni Classement single | 14                 |
| Suède Classement single       | 50                 |
| Europe Classement single      | 43                 |

## Certification
| Pays                                                                       | Certification | Ventes certifiées |
| -------------------------------------------------------------------------- | ------------- | ----------------- |
| Royaume-Uni (BPI)                                                          | Argent        | 200 000‡          |
| xNon précisé par la certification ‡ventes/streaming selon la certification |               |                   |